# Salvador Babra i Rubinat
Salvador Babra i Rubinat (1874- Barcelona, 1 de febrer de 1930) va ser un llibreter, editor i antiquari català.
Va iniciar estudis d'arquitectura que va abandonar per dedicar-se al comerç de llibres antics. Era el propietari de la Llibreria Antiga i Moderna, situada al carrer de la Canuda de Barcelona. Se'l coneix especialment per les vendes a institucions com la Biblioteca de Catalunya o a bibliòfils com Isidre Bonsoms. Va participar en la compra del llibre Annales de la presente casa de Porta-Coeli de Joan Baptista Civera (1646), obra que contenia l'última pàgina editada de la Bíblia Valenciana.
De la seva tasca com a editor destaca la sèrie Pintura Mig-Eval Catalana, en la qual es van editar diversos volums signats per Salvador Sanpere i Miquel i Josep Gudiol i Cunill. També comercià amb art antic: el 1927 va vendre la portada de l'església de San Miguel d'Uncastillo al Museu de Belles Arts de Boston.